# Nhái cây núi Wright
Nhái cây núi Wright, tên khoa học Hyla wrightorum, là một loài ếch thuộc họ Nhái bén. Loài này có ở México và Hoa Kỳ.
Môi trường sống tự nhiên của chúng là rừng ôn đới, vùng đồng cỏ ôn đới, sông ngòi, và đầm nước ngọt.